# NGC 4946
NGC 4946 (również PGC 45283) – galaktyka eliptyczna (E), znajdująca się w gwiazdozbiorze Centaura. Odkrył ją John Herschel 3 czerwca 1834 roku.